# Сафроновское сельское поселение
Сафро́новское се́льское поселе́ние или муниципальное образование «Сафроновское» — муниципальное образование со статусом сельского поселения в Ленском муниципальном районе Архангельской области.
Соответствует административно-территориальным единицам в Ленском районе — Сафроновскому сельсовету, Иртинскому сельсовету (с центром в селе Ирта) и Тохтинскому сельсовету (с центром в посёлке Лысимо).
Административный центр — село Яренск.

## География
Сафроновское сельское поселение находится на востоке Ленского района Архангельской области. Крупнейшие реки, протекающие по территории поселения — это Вычегда, Яренга, Вежай, Очея, Уктым, Вой-Вож, Червенка и Кижмола.

## История
Муниципальное образование было образовано в 2006 году.
В 1911 году из Ленской волости 1-го стана Яренского уезда выделены Иртовская, Козьминская и Софроновская волости. До 1963 года название волости (затем сельсовета) и деревни Софроновка/Софроновская писалось через «о». 

## Население
| 2005  | 2010  | 2011  | 2012  | 2013  | 2014  | 2015  | 2016  | 2017  |
| ----- | ----- | ----- | ----- | ----- | ----- | ----- | ----- | ----- |
| 5989  | ↘5399 | ↘5372 | ↘5193 | ↘5055 | ↘4935 | ↘4809 | ↘4679 | ↘4623 |
| 2018  | 2019  | 2020  | 2021  | 2023  |       |       |       |       |
| ↘4545 | ↘4442 | ↘4379 | ↘4238 | ↘4077 |       |       |       |       |

## Состав
В состав Сафроновского сельского поселения входят 34 населённых пункта.
| №  | Населённый пункт | Тип     | Население |
| -- | ---------------- | ------- | --------- |
| 1  | Берег            | деревня | →0        |
| 2  | Богослово        | деревня | →13       |
| 3  | Большой Кряж     | деревня | ↘18       |
| 4  | Борок            | деревня | →1        |
| 5  | Верхний Базлук   | деревня | ↗7        |
| 6  | Выемково         | деревня | →1        |
| 7  | Гора             | деревня | ↗22       |
| 8  | ГЭС              | деревня | ↗42       |
| 9  | Жуково           | деревня | →0        |
| 10 | Запань Яреньга   | посёлок | ↗223      |
| 11 | Заполье          | деревня | ↗312      |
| 12 | Ирта             | село    | ↗214      |
| 13 | Кересаг          | деревня | →0        |
| 14 | Конец-Озерья     | деревня | ↘1        |
| 15 | Крюковка         | деревня | →0        |
| 16 | Курейная         | деревня | ↗31       |
| 17 | Лантыш           | деревня | ↗39       |
| 18 | Лопатино         | деревня | →0        |
| 19 | Лысимо           | посёлок | ↘240      |
| 20 | Матлуг           | деревня | ↗7        |
| 21 | Микшина Гора     | деревня | ↗17       |
| 22 | Новая Деревня    | деревня | →0        |
| 23 | Паладино         | деревня | ↗68       |
| 24 | Пантый           | посёлок | →0        |
| 25 | Паста            | деревня | →0        |
| 26 | Пристань Яренск  | деревня | ↗5        |
| 27 | Пустошь          | деревня | →7        |
| 28 | Савкино          | посёлок | →0        |
| 29 | Сафроновка       | деревня | ↗372      |
| 30 | Тохта            | село    | ↘48       |
| 31 | Усть-Очея        | посёлок | ↘280      |
| 32 | Шордынь          | деревня | →0        |
| 33 | Юргино           | деревня | ↗23       |
| 34 | Яренск           | село    | ↘3126     |

## Экономика
ООО «Ленское ЛП КЦБК», ЗАО «Ленскгазэнерго», ОАО «Котласское ДРСУ» (Ленский участок).